# Werner Huber (Politiker)

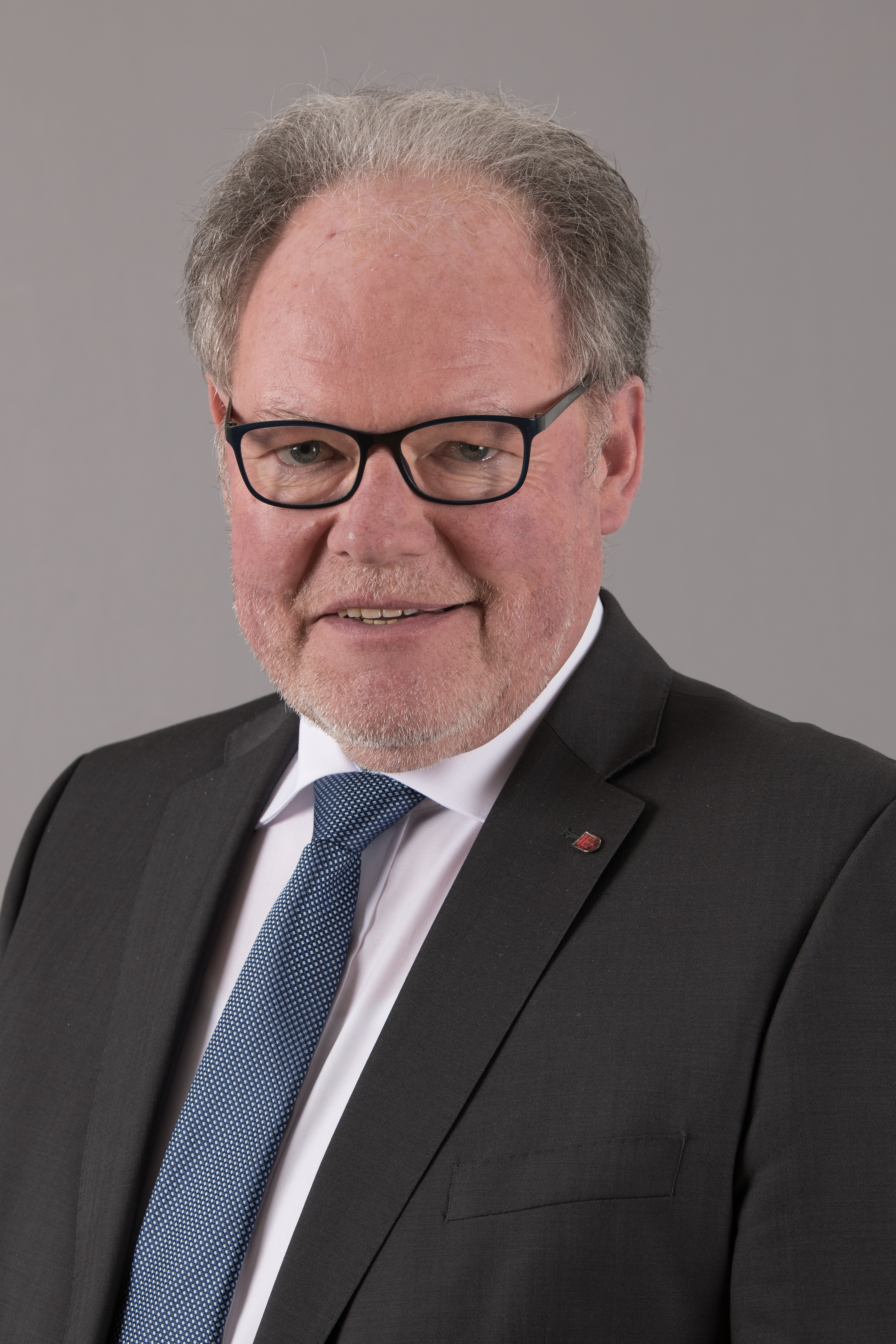
Werner Huber (2017)

Werner Huber (* 3. August 1947 in Hohenems) ist ein österreichischer Politiker (ÖVP). Huber war von 2007 bis 2019 Abgeordneter zum Vorarlberger Landtag und von 1990 bis 2014 Bürgermeister der Marktgemeinde Götzis.

## Leben und Wirken
Werner Huber wurde am 3. August 1947 als Sohn des Installateurs Anton Huber und dessen Frau Rosa in der Vorarlberger Stadt Hohenems geboren. Er besuchte die Volks- und Hauptschule in seiner Heimatgemeinde Götzis und wuchs auch in der Vorarlberger Rheintalgemeinde auf. Huber besuchte in der Folge zunächst die Handelsschule und anschließend die Handelsakademie für Berufstätige an der Bundeshandelsakademie und Bundeshandelsschule Bregenz, wo er im Jahr 1977 maturierte.
Beruflich war Werner Huber als Gemeindebeamter in seiner Heimatgemeinde Götzis tätig, wobei er die Gemeindeverwaltung in fast allen Abteilungen durchlief. Zuletzt war er dabei vor der Wahl zum Bürgermeister als Oberamtsrat im Standesamt beschäftigt. Bei der Gemeindevertretungswahl 1990 wurde Werner Huber für die ÖVP Götzis zum Bürgermeister der Marktgemeinde gewählt, ab 1995 war er zudem Mitglied der Götzner Gemeindevertretung. Als Bürgermeister wurde Huber aufgrund seiner Pensionierung im September 2014 von seinem Nachfolger und Parteikollegen Christian Loacker abgelöst.
In den Vorarlberger Landtag rückte Werner Huber erstmals am 31. Jänner 2007 für Markus Wallner als Landtagsabgeordneter nach. Bei den Landtagswahlen 2009 und 2014 wurde er dann jeweils als Landtagsabgeordneter wiedergewählt. Im Landtag der 30. Legislaturperiode war Werner Huber Bereichssprecher des ÖVP-Landtagsklubs für Raumplanung/Baurecht und Senioren. Am 11. März 2016 trat Huber die Nachfolge von Gottfried Feurstein als Obmann des Vorarlberger Seniorenbunds, einer Teilorganisation der ÖVP, an. Seit 2016 ist Werner Huber auch Vorsitzender des Vorarlberger Seniorenbeirats.
Nach der Landtagswahl 2019 schied er aus dem Landtag aus. Am 26. Jänner 2020 wurde Werner Huber von seiner Heimatgemeinde Götzis der Ehrenring verliehen.

## Auszeichnungen
- 2014: Silbernes Ehrenzeichen des Landes Vorarlberg[5]